# Anders Wijkman
Anders Wijkman este un om politic suedez, membru al Parlamentului European în perioada 2004-2009 din partea Suediei.
1. 1 2  Wijkman, Anders Ivar Sven, Sveriges befolkning 2000[*]
2. ↑  Deputații în Parlamentul European
3. ↑  Riksdagens protokoll 1971:1 (în suedeză), accesat în 30 iunie 2020